# FDR in Trinidad
FDR in Trinidad (conosciuta anche come Roosevelt in Trinidad) è una canzone calypso, scritta da Fritz McLean e resa popolare da Atilla the Hun (nome d'arte di Raymond Quevedo). La canzone ricorda, con un sussiego canzonatorio, la prima di quattro visite che l'allora presidente degli Stati Uniti d'America Franklin Delano Roosevelt svolse nel 1936 a Trinidad e Tobago.
Il brano ottenne un buon successo commerciale e contribuì parecchio all'affermarsi della musica calypso tra i bianchi (a New York come altrove negli USA).
È stato ripreso da Ry Cooder, nell'album Into the Purple Valley (1971), e da Van Dyke Parks, nell'album Discover America del 1972 e poi ancora nell'album dal vivo Moonlighting: Live at the Ash Grove (1998).